# Ivica Krajač
Ivica Krajač (Beograd, 2. travnja 1938. – Zagreb, 6. studenog 2024.) bio je hrvatski skladatelj zabavne glazbe i šansone, pjevač, tekstopisac, kazališni redatelj, filmski i televizijski scenarist te libretist. Prevodio je djela s engleskog, njemačkog i ruskog jezika. Rodom je iz senjskih patricijskih obitelji.
Smatra ga se predstavnikom Zagrebačke škole šansone.
Hrvatskoj je javnosti poznat kao utemeljitelj vokalnog kvarteta 4M koji je osnovao zajedno sa školskim prijateljima 1957. godine. 4M je uskoro postao najpopularnijim hrvatskim sastavom svoga vremena. Sastav se proslavio i po svijetu, a 1995. je godine dobio Porina za životno djelo ("izuzetni doprinos razvoju televizijske zabave"). 
1969. je pjevao na Pjesmi Eurovizije, predstavljajući Jugoslaviju pjesmom Pozdrav svijetu.
Pjevao je u duetu s Dunjom Rajter (Sretan kišobran, Na licu mjesta)
Pjesme su mu sudjelovale na uglednim hrvatskim festivalima kao što su Melodije hrvatskog Jadrana u Splitu (Nima Splita do Splita, Nono, moj dobri nono, Sviraj mi, sviraj), Melodije Istre i Kvarnera, Zagrebački festival, opatijski festival (pobjednik 1963. s pjesmom Oprosti, volim te) i dr. 
Autor je teksta svih pjesama s najpoznatijeg albuma Josipe Lisac „Dnevnik jedne ljubavi”. Napisao je tekstove i mnogih drugih pjesama Josipe Lisac kao što su: „Magla”, „Ležaj od suza”, „Ispočetka”, „Hir, hir, hir”, „Hazarder” i dr. 
Gostom je prvog festivala hrvatske šansone Zvonimir Golob 2009. godine. Bio je članom je stručnog ocjenjivačkog suda Hrvatskog festivala zabavne glazbe Melodije Mostara 2001. godine te umjetničkim direktorom istog festivala nekoliko godina. Ljubitelji kajkavske popevke ga pamte po legendarnoj Mi smo dečki kaj pijemo stoječki  s Krapinskog festivala. Prepjevao je pjesmu Jacquesa Brela na hrvatski Ne me quitte pas (izveo ju je Ibrica Jusić) (1970.). Surađivao je s brojnim poznatim hrvatskim izvođačima.
Nakon prvog desetljeća estradne karijere okrenuo se kazalištu. Diplomirao je glazbu na Pedagoškoj akademiji te potom kazališnu režiju na zagrebačkoj Akademiji dramskih umjetnosti u klasi prof. Koste Spaića, s kojim je poslije dugo godina surađivao. 1983. se je zaposlio kao operni redatelj u Operi zagrebačkog HNK. Režirao je mnoštvo predstava poznatih svjetskih opernih i dramskih autora. Hrvatska ga javnost pamti kao libretista prve hrvatske rock-opere Gubec-bega (zajedno s Karlom Metikošem i mjuzikla Crne kraljice. 
Pisao je scenarije za film i televiziju. Surađivao je mnogo s HRT-om.
Bio je član Hrvatskog društva skladatelja, Hrvatskog društva dramskih umjetnika te Zajednice hrvatskih umjetnika, s visokim statusom priznatog umjetnika
Godine 1996. dobio je hrvatsko odličje Red Danice hrvatske s likom Marka Marulića.

## Vanjske poveznice
- HDS ZAMP – Ivica Krajač
- Diskografija Ivica Krajač
- Discogs Ivica Krajač